# Biserica Cuvioasa Parascheva din Târgu Frumos

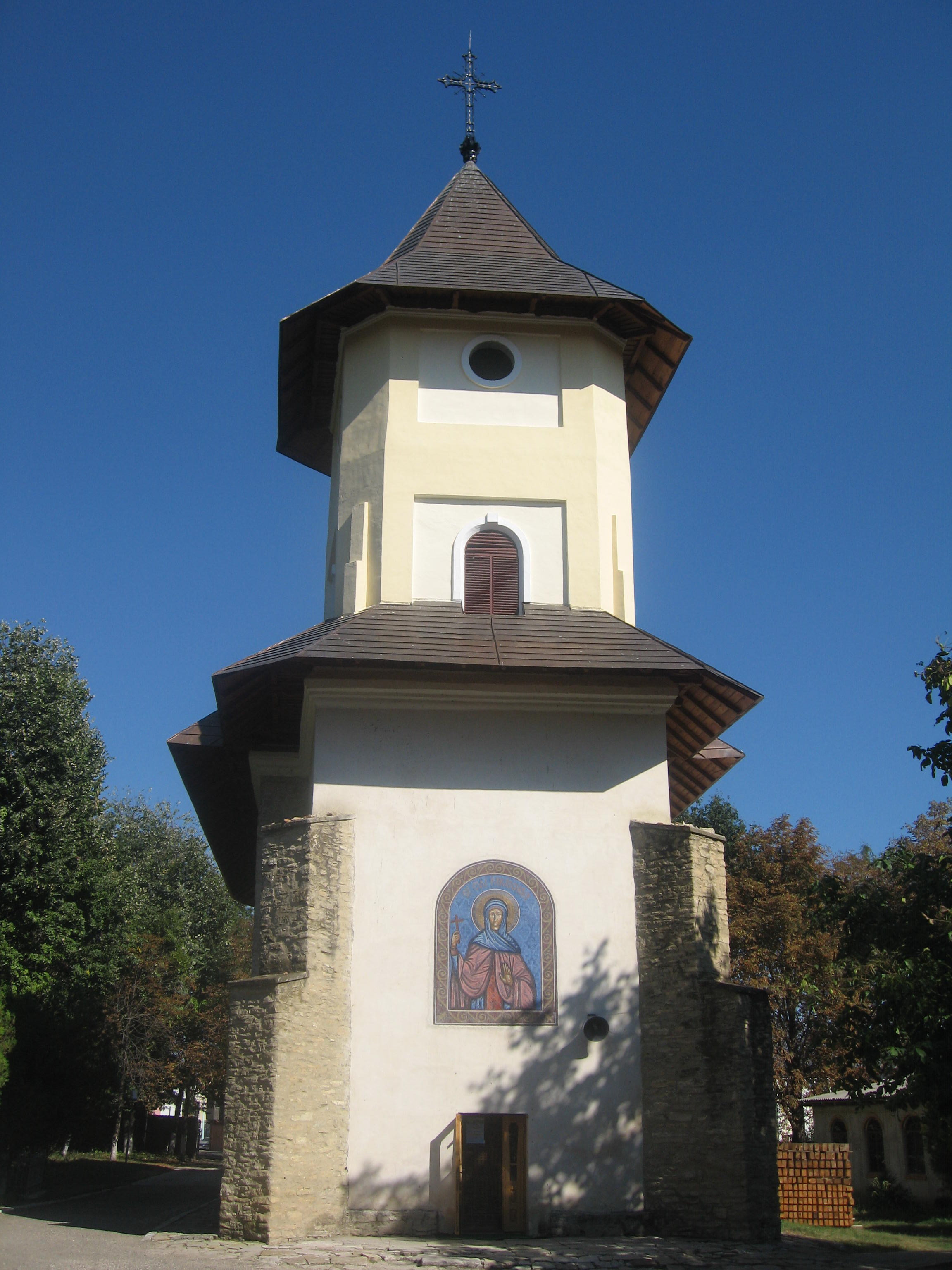
Biserica "Cuvioasa Parascheva" din Târgu Frumos - vedere dinspre vest

Biserica "Cuvioasa Parascheva" din Târgu Frumos este o biserică ortodoxă ctitorită de domnitorul Petru Rareș în preajma anului 1541 în orașul Târgu Frumos (județul Iași). Ea este situată pe str. Petru Rareș nr. 5.
Ansamblul bisericii "Cuvioasa Paraschiva” din Târgu Frumos se află pe Lista monumentelor istorice din județul Iași din anul 2015 alcătuită de Institutul Național al Monumentelor Istorice, având codul cod LMI IS-II-m-B-04263. El este format din 2 obiective: 
- Biserica "Cuvioasa Paraschiva” - construită în preajma anului 1541 și având codul IS-II-m-B-04263.01
- Zidul de incintă - construit în sec. al XVI-lea și având codul IS-II-m-B-04263.02

## Istoric

### Vechimea localității
Localitatea Târgu Frumos este atestată documentar pentru prima dată într-un document din 5 octombrie 1448, când Petru al II-lea, fiul lui Alexandru cel Bun, a dăruit Mănăstirii „Sf. Nicolae” din Probota (Poiana Siretului) ceară de la Târgu Frumos. În secolul al XV-lea, există și alte atestări documentare din anii 1449, 1450, 1453, 1454, 1466. În anul 1466, s-a înregistrat aceeași danie pentru mănăstirea din Poiana Siretului, întărită de domnitorul Ștefan cel Mare (1457-1504).
Fiind plasat la punctul de întâlnire a cinci ținuturi, în drumul poștelor domnești și pe traseul mai multor drumuri comerciale, localitatea Târgu Frumos a fost până în 1834 localitatea de reședință a Ținutului Cârligătura. Din documentele întocmite în cancelarie sau însemnările călătorilor străini rezultă faptul că localitatea avea tradiție, utiliza sigiliu propriu și beneficia de o bună organizare. 
În Târgu Frumos exista în secolul al XVI-lea o curte domnească, ale cărei ziduri, lângă biserică, se mai vedeau în secolul al XVIII-lea.  În lucrarea sa monografică Descriptio Moldaviae (scrisă în perioada 1714-1716), cărturarul Dimitrie Cantemir, fost domnitor al Moldovei (1693, 1710-1711), menționa că Târgul Frumos este "un târgușor destul de frumos, cu un palat domnesc din piatră, peste care este pus un pârcălab". 

### Ctitorirea bisericii
Cercetările arheologice efectuate în 1994 au dus la descoperirea a șapte schelete în fundația lăcașului de cult. Lângă schelete au fost descoperite șase monede de argint. La un schelet tăiat de fundația pridvorului s-a descoperit o monedă din vremea lui Bogdan al III-lea (1504-1517), ceea ce demonstrează că lucrările de construcție ale bisericii au avut loc după înmormântarea respectivă. În mormintele din apropiere s-au descoperit pietre și urme de mortar, precum și trei monede din vremea regelui ungar Matia Corvin (o monedă perforată din 1488, un denar perforat bătut între anii 1472 și 1485, precum și o altă monedă neperforată din aceeași perioadă), ceea ce indică ridicarea unui lăcaș de cult înainte de aceste înhumări. În alte morminte s-au găsit o monedă turcească din secolul al XVI-lea și o alta emisă de Ferdinand I în 1546. Informațiile obținute au dus la formularea unei ipoteze asupra existenței unei biserici mai vechi pe locul celei actuale. 
Biserica „Cuvioasa Parascheva” din Târgu Frumos a fost ctitorită de domnitorul Petru Rareș (1527-1538, 1541-1546) în jurul anului 1541. Lăcașul de cult este cunoscut și sub denumirea de „Biserica Domnească”, fiind cea mai veche construcție din localitate. Anul construcției nu este cunoscut, pisania bisericii fiind probabil distrusă sau doar ascunsă la construirea în secolul al XVIII-lea a turnului clopotniță de deasupra pridvorului. 
Mențiunea clară a ctitorului este făcută în două pomelnice ale bisericii. Cel mai vechi dintre ele datează din perioada imediat următoare construirii lăcașului de cult, fiind pictat în altar cu slove roșii; acest polenic este astăzi grav deteriorat și imposibil de descifrat. O fotografie a sa, împreună cu o transcriere a textului, a fost publicată de Gheorghe Balș în 1928.  Al doilea pomelnic a fost pictat pe lemn la 1815, în perioada domniei lui Scarlat Callimachi (1806, 1807-1810 și 1812-1819); el se mai afla în biserică la sfârșitul anului 1967 , când a fost efectuat un inventar al bunurilor parohiei. Pomelnicul a dispărut ulterior, fiind descoperit recent în depozitul de obiecte de patrimoniu al Mănăstirii Golia din Iași.

### Reparații și alte evenimente
Călătorind de la Cernigov spre Ierusalim, ieromonahul rus Ipolit Vișenski a trecut prin Moldova, ajungând la 10 decembrie 1707 în Târgu Frumos, despre care face următoarea consemnare: „A doua zi am ajuns la orășelul numit Târgul Frumos: o biserică acoperită cu paie, șapte case, iar cetățuia pustie.”
La 18 iulie 1755, domnitorul Matei Ghica (1753-1756) a dat schitului de călugări din codrul Iașului, de deasupra Socolei, și bisericii domnești din Târgu Frumos „agiunsă la străcăciuni” „o bucată de loc din hotarul Târgului-Frumos”.  Nemulțumiți că schitul din codrul Iașilor le cerea bezmăn, târgoveții s-au plâns în 1814 domnitorului Scarlat Callimachi, ei afirmând că i-au purtat de grijă bisericii domnești „dintru în vechimi și pană în zioa de astăzi, adică cu a lor cheltuială s'au făcut boltili i acoperemăntul bisericii i trii odăi a bisăricii, ogradă de zăplaji de giur împregiur, zugrăvit catapitesmii, i toati veșmintili bisăricii, doi clopotii, doi policandri, i sfeșnicii, i argintării și alti multe de mari sumă de bani; asăminea și toată liafa și hrana preoțalor slujători de opștii i diiacon și clisiiarh și dascal, și toată cheltuiala bisericii cu celi trebuincioasă și pominire tictorilor la hram bisăricii”.
Biserica a fost construită inițial în formă de navă, prin secolul al XVIII-lea, fiindu-i adăugat un turn clopotniță deasupra pridvorului. În decursul timpului, biserica a fost reparată de mai multe ori. Ea a suferit unele transformări înaintea anului 1814, apoi a fost reparată prin 1863, 1869, 1880, 1906 și 1970.
La 26 decembrie 1859, Ion Creangă a fost hirotonit ca diacon în Biserica „Cuvioasa Parascheva“ din Târgu Frumos de către arhiereul Ghenadie Șendrea de Tripoleos („Aghie Tripolese”), din ordinul mitropolitului Sofronie Miclescu. Criticul literar George Călinescu, autor al unei biografii a scriitorului Ion Creangă, a descris astfel această ceremonie: „Ceremonia se făcu de către arhiereu în ziua a doua de Crăciun în biserica Sfânta Paraschiva din Târgul-Frumos, sub ochii târgoveților bucuroși de priveliște, precum ne putem închipui. Creangă se va fi dus cu căruța ori cu trăsura și se va fi întors așijderi, de astă dată diacon, drept care, cunoscându-i obiceiul, va fi încheiat sărbătoarea în petrecere cu băutură.” 
Iconomul Neculai Dărângă, preot paroh între anii 1908-1944, este autorul primei (și până acum singurei) monografii a localității, Monografia comunei Târgu-Frumos (Tipografia Națională I. S. Ionescu & M. M. Bogdan, Iași, 1916). El a amenajat un mic muzeu într-una din odăile casei parohiale, salvând astfel de la dispariție mai multe obiecte vechi existente în biserică.
Printr-un proces-verbal încheiat la 20 noiembrie 1980, preotul paroh a predat în depozitul de obiecte de patrimoniu al Mănăstirii Golia din Iași mai multe obiecte ce aparțineau bisericii din Târgu Frumos și care datau de la sfârșitul secolului al XVIII-lea și începutul secolului al XIX-lea. Printre acestea se aflau 17 icoane și 11 cărți de cult aflate într-o stare avansată de degradare. Restul obiectelor salvate de preotul Dărângă a dispărut.
În 1994 s-a efectuat un sondaj arheologic care a avut ca scop, pe de o parte, evidențierea elementelor necesare realizării unui proiect de consolidare-restaurare, iar pe de altă parte, de a aduce precizări privind data ridicării primului moment, precum și etapele de reparații suferite de lăcaș. Informațiile obținute au dus la formularea unei ipoteze asupra existenței unei biserici mai vechi pe locul celei actuale.
În primul deceniu al secolului al XXI-lea, a avut loc o restaurare a bisericii. Cu acest prilej, s-au înlocuit ușile și ferestrele, s-a construit un acoperiș mai înalt pentru a proteja pereții edificiului de scurgerea apei de ploaie și s-a înlocuit învelitoarea din tablă vopsită în culoarea verde cu una din tablă de cupru. De asemenea, s-au acoperit cu tablă de cupru marginile exterioare ale tavanului de la parterul pridvorului, s-a supraînălțat zidul turnului clopotniță și s-a modificat acoperișul în formă de bulb al turnului cu unul mai înalt, în patru ape și cu rupere în pantă.

## Arhitectură
Biserica a fost construită din cărămidă pe temelie de piatră de carieră. Ea are formă de navă, cu absida altarului de formă semicirculară și cu un turn clopotniță deasupra exonartexului (construit ulterior). Edificiul are următoarele dimensiuni: lungime - 29 m, lățime - 9 m și înălțime - 20 m. 
Fundația bisericii are o adâncime de 1,40-1,55 m. Soclul este din zidărie realizată cu mortar din nisip și var. Colțurile de sud-vest și de nord-vest ale bisericii sunt susținute de contraforturi înalte, în trepte.

## Obiecte de patrimoniu
În decursul timpului, Biserica „Cuvioasa Parascheva” din Târgu Frumos a fost înzestrată cu mai multe obiecte (icoane, cărți bisericești etc.), care au astăzi valoare de patrimoniu. Preotul paroh a predat depozitului de obiecte de patrimoniu al Mănăstirii Golia din Iași, printr-un proces-verbal încheiat la 20 noiembrie 1980, 17 icoane aflate într-o stare de conservare mediocră și 11 cărți de cult, dintre care unele erau deja foarte deteriorate.
În prezent, în depozitul de obiecte de patrimoniu al Mănăstirii Golia din Iași se află 17 icoane provenite de la Biserica „Cuvioasa Parascheva” din Târgu Frumos. Icoanele au dimensiuni relativ mici, ele fiind pictate în ulei pe lemn la începutul secolului al XIX-lea, cu o singură excepție (icoana Sfinții Apostoli Petru și Pavel, care datează din secolul al XVIII-lea). Cele 17 icoane sunt într-o stare avansată de degradare, având pictura scorojită și afumată, precum și fisuri sau chiar lipsuri de bucăți de lemn. Potrivit inventarului, icoanele au următoarele teme picturale:
- Cuvioasa Parascheva - 38x28x3 cm
- Tânguirea Maicii Domnului – trei icoane: 43x33x3 cm, 41x36x3 cm, 25x23x3 cm
- Sfântul Spiridon - 35x27x2 cm
- Buna Vestire – 29x20x3 cm
- Adormirea Maicii Domnului – 29x20x3 cm
- Cina cea de Taină - 29x20x3 cm
- Blestemarea smochinului - 25x20x3 cm
- Mironosițele la mormânt - 25x20x3 cm
- Învierea Domnului - 28x23x3 cm
- Învierea lui Lazăr - 28x23x3 cm
- Sfântul Mare Mucenic Gheorghe - 28x23x3 cm
- Sfinții Apostoli Petru și Pavel - douã icoane: 28x23x3 cm
- Intrarea Maicii Domnului în biserică - 28x23x3 cm
- Nașterea Domnului - 28x23x3 cm

În depozitul Mănăstirii Golia se află și câteva cărți de cult care au fost tipărite la sfârșitul secolului al XVIII-lea și începutul secolului al XIX-lea. Acestea sunt într-o stare avansată de degradare, lipsindu-le la marea majoritate primele pagini și coperțile. Unele dintre ele conțin însemnări. Cele mai vechi cărți de cult sunt următoarele:
- Mineiul lunii decembrie - tipărit în 1777, în vremea domniei lui Alexandru Ipsilanti; cartea conține o însemnare în care se menționează că a fost donată de stolnicul Constantin Gheuca, fratele mitropolitului Leon Gheuca (1786-1788).
- o Psaltire - tipărită în anul 1797, cumpărată la 1 decembrie 1805 cu șapte lei de Smaranda Gherghel de la protopopul Ilie de la Botoșani; ea conține trei însemnări.
- Mineiul lunii octombrie - tipărit la Buda în anul 1805 și dăruit bisericii la 15 august 1817 de către stolnicul Vasili Saul, spre veșnica pomenire a părinților săi.
- o Evanghelie în limba greacă - tipărită în anul 1811 cu binecuvântarea lui Hrisant Nottara, patriarhul Ierusalimului. Ea conține o inscripție din 1936 în care iconomul Neculai Dărângă menționează că Evanghelia a fost legată în 1936 de către fiica sa, profesoara Aurelia.
- un Liturghier – tipărit la începutul secolului al XIX-lea și legat în 1881 de epitropul bisericii, I. Verdeanu; conține trei însemnări: din 1881, 1908 și 1917.

Recent, s-a mai găsit în depozitul Mănăstirii Golia și un pomelnic pictat pe lemn la 1815, în perioada domniei lui Scarlat Callimachi. El este din lemn de tei și are următoarele dimensiuni: 56x36x2 cm. Pomelnicul se află astăzi într-o stare avansată de deteriorare. Textul inscripției a fost publicat în 1908 într-o variantă prescurtată de către Nicolae Iorga. 
Inscripția este pictată cu litere mari, aurite, și are următorul început: „Pomelnicu S(fin)t(e)i Bisericii Gosp(o)d ce să prăznu(i)ește Naghia Paraschevi în Tărgu Frumos 1815 Fev(ruarie) 10: Ioan Petru v(oie)vod, Ileana do(a)mna și fii(i) lor Ștefan, Costandin, Rucsanda, Petru și tot neamul lor, Scărlat vo(ie)vod, Smaranda do(a)mna, cu fii(i) și tot neamul lor, V(e)namin mitropolit cu tot neamul său [...]”. Pomelnicul a fost scris de două persoane diferite, el conținând inițial doar numele domnitorilor, împreună cu familiile lor și pe cel al mitropolitului Veniamin Costachi, restul numelor din pomelnic fiind adăugate ulterior.

## Imagini

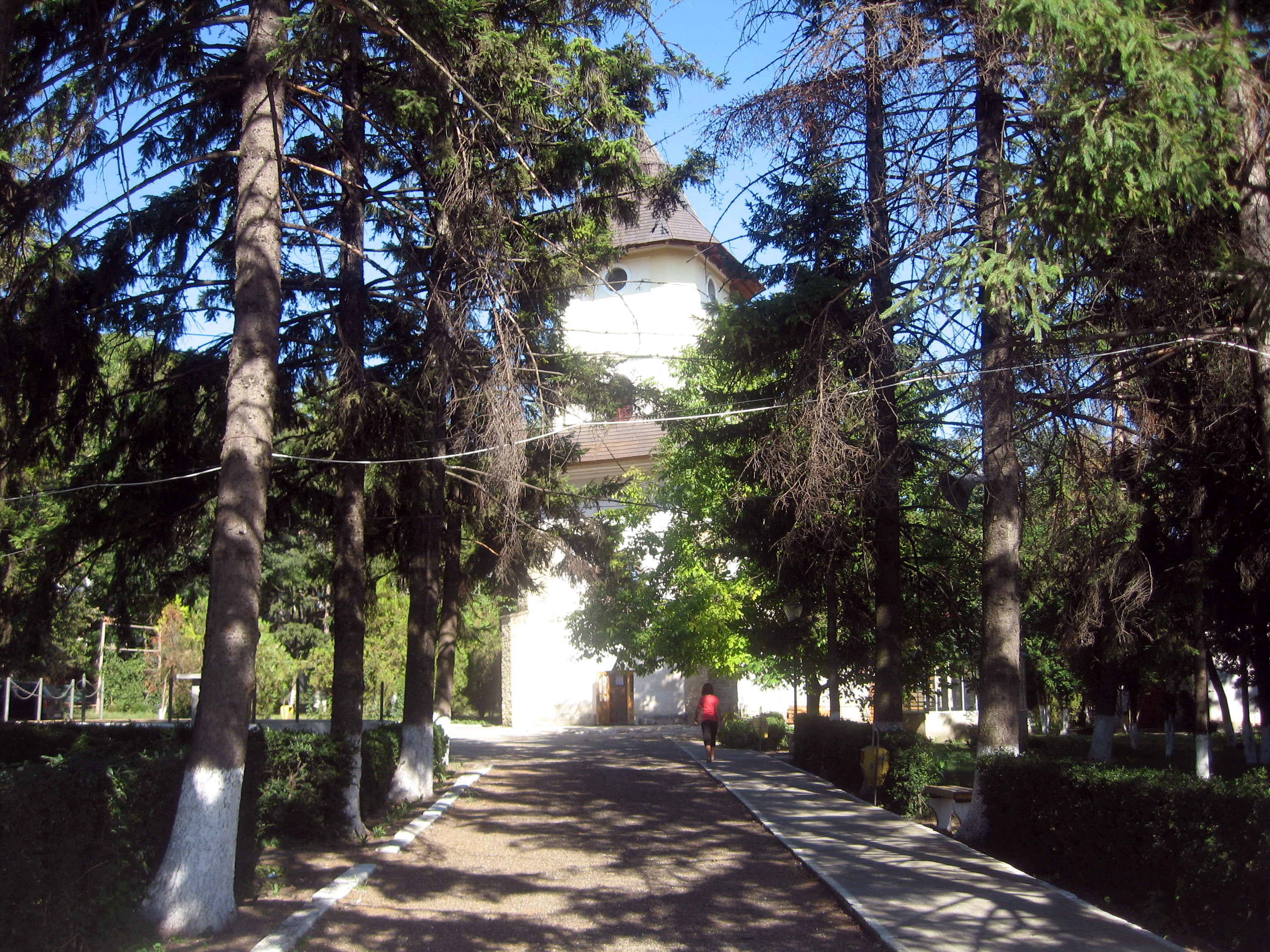
Vedere a bisericii dinspre intrarea în curte
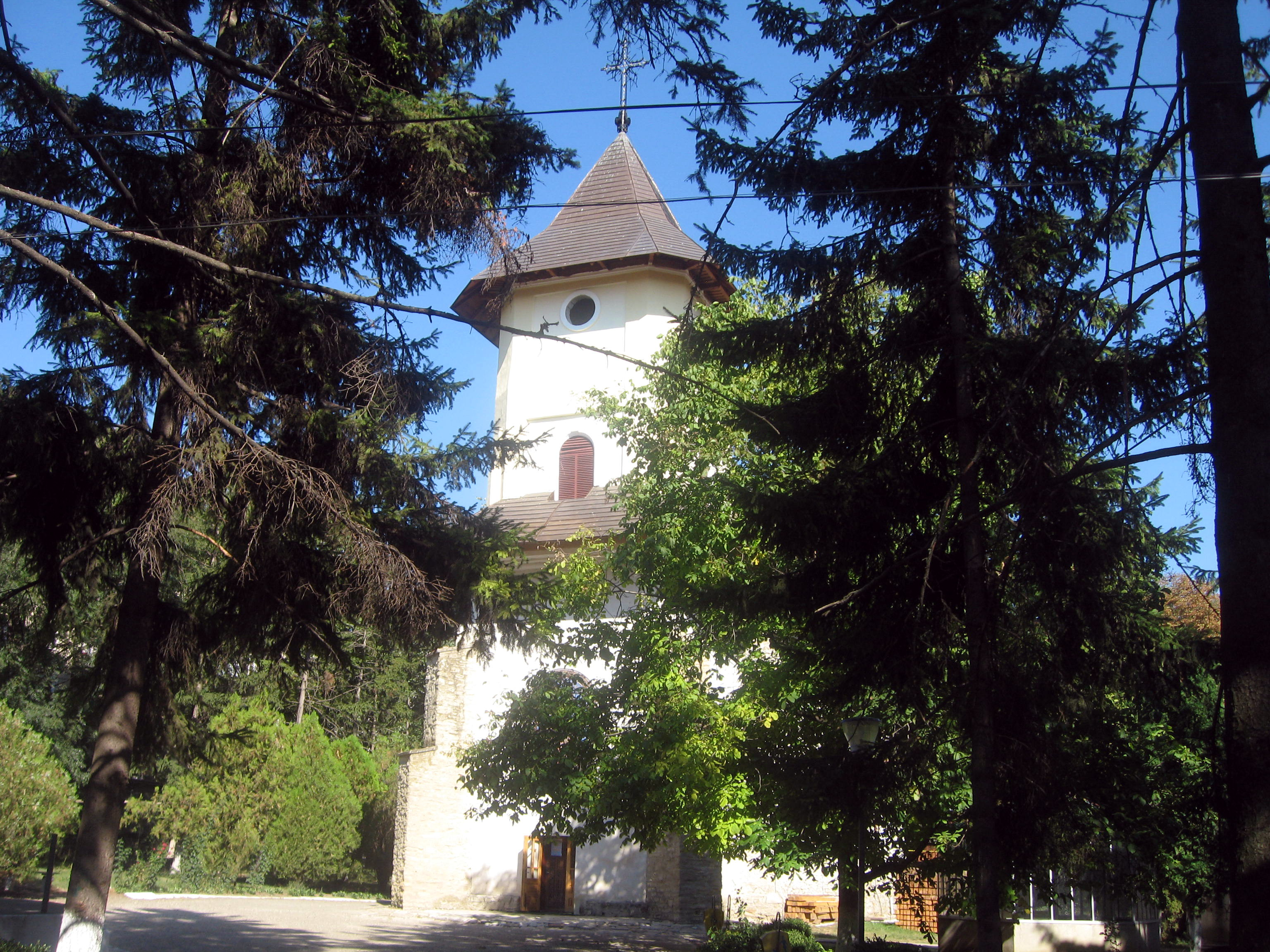
Vedere a bisericii dinspre intrarea în curte
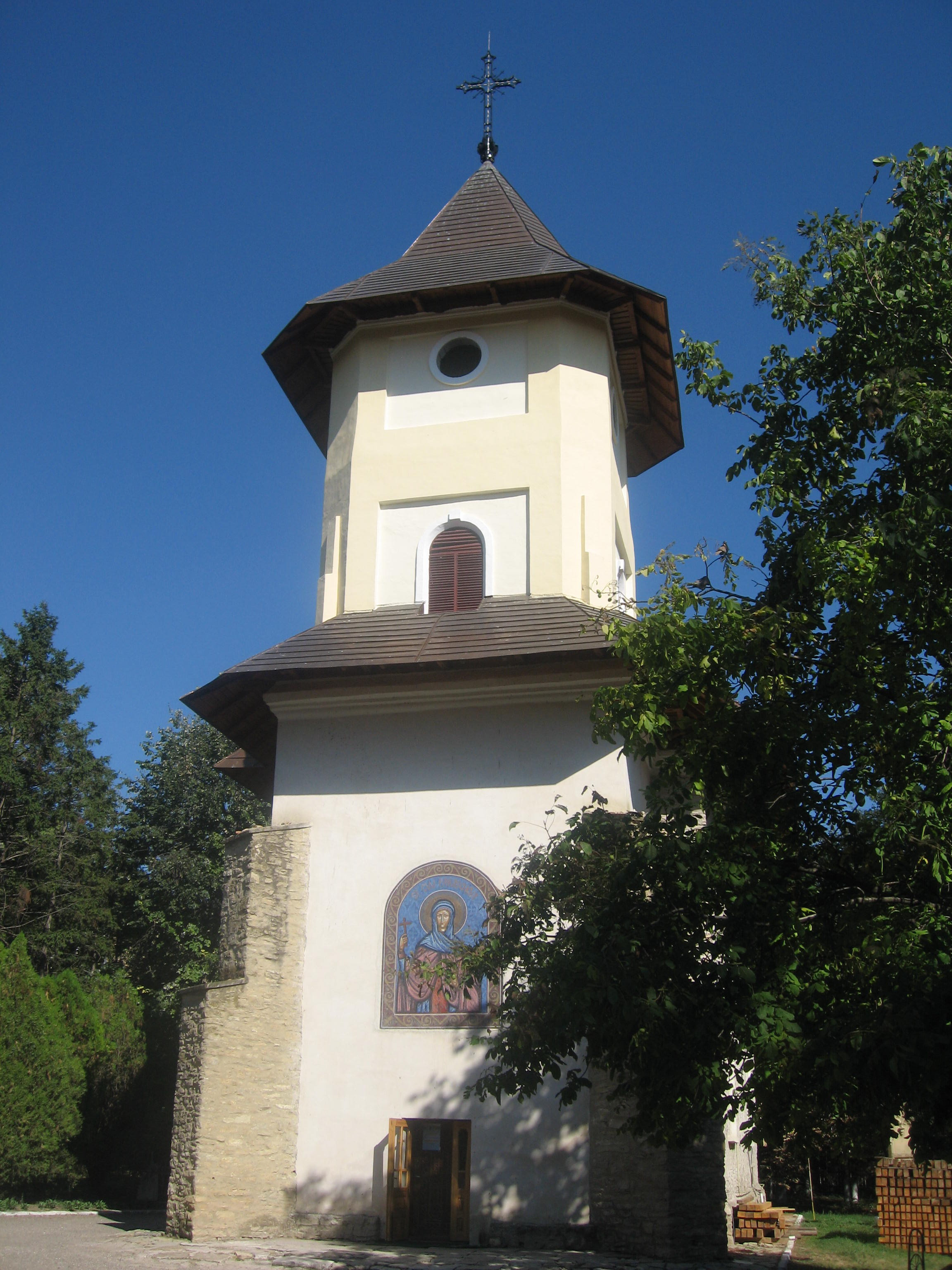
Latura vestică
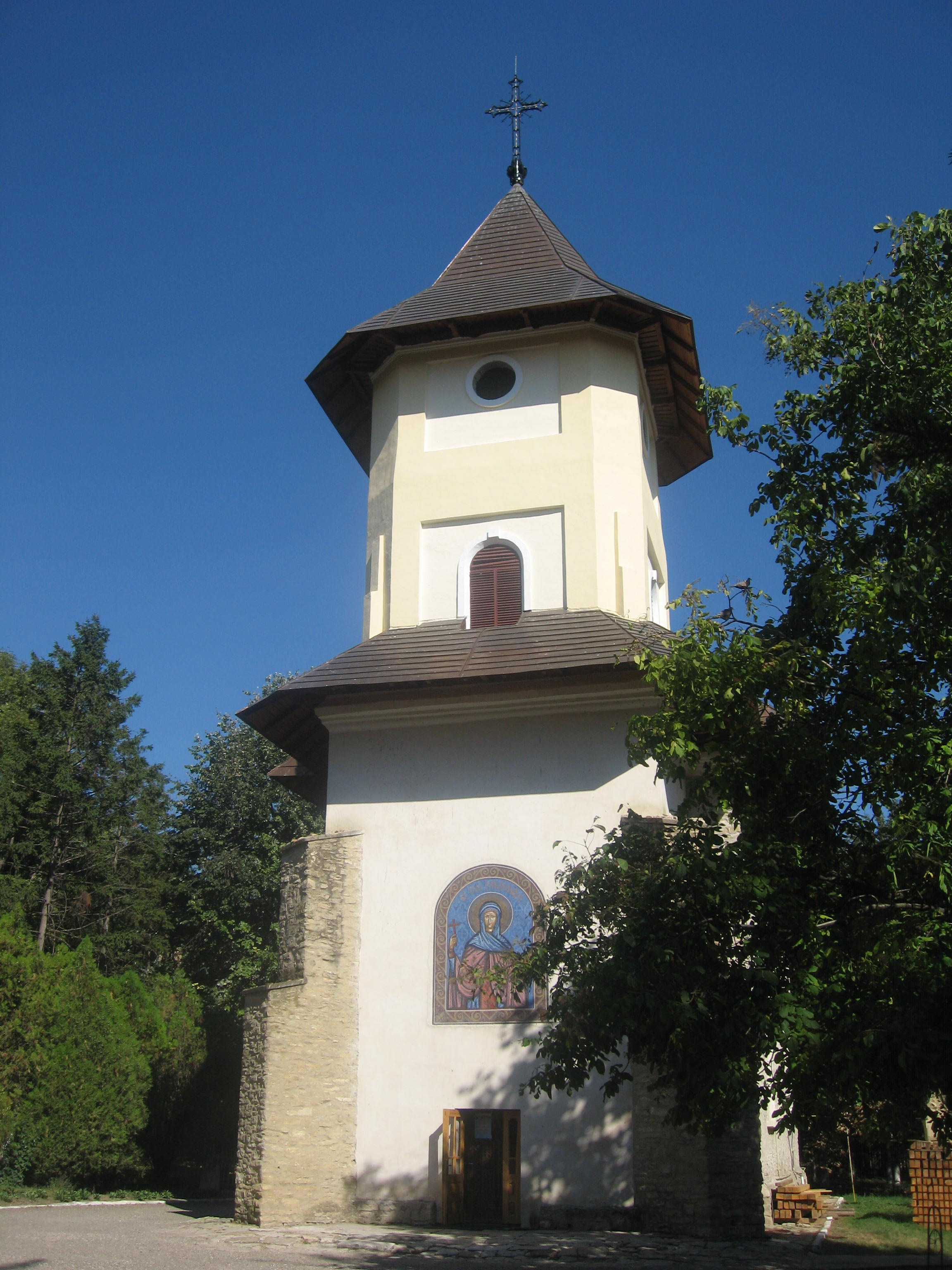
Latura vestică